# Premio de poesía joven "Antonio Carvajal"
El Premio de Poesía Joven "Antonio Carvajal" es concedido anualmente por el Ayuntamiento de Albolote a un poemario inédito en lengua española, escrito por un autor español o hispanoamericano menor de veinticinco años. Instaurado en 1998, la edición del libro ganador es llevada a cabo por Ediciones Hiperión.

## Lista de autores y libros premiados
- 1998. Ganador: Andrés Neuman (Buenos Aires), Métodos de la noche (72 páginas, ISBN:84-7517-617-8, Ediciones Hiperión).
- 1999. Ganador: Paulino Lorenzo (España), Devoción privada (64 páginas, ISBN:84-7517-642-9, Ediciones Hiperión).
- 2000. Ganador: Álvaro Tato (España), Libro de Uroboros (80 páginas, ISBN:84-7517-676-3, Ediciones Hiperión).
- 2001. Ganadora: Vanesa Pérez-Sauquillo (España), Estrellas por la alfombra (64 páginas, ISBN:84-7517-713-1, Ediciones Hiperión).
- 2002. Ganador: Luis Bagué Quílez (España), Telón de sombras (74 páginas, ISBN:84-7517-752-2, Ediciones Hiperión).
- 2003. Ganador: Fernando Guirao de Gregorio (España), El pez en el bosque (72 páginas, ISBN:978-84-7417-781-6, Ediciones Hiperión).
- 2004. Ganador: Juan Andrés García Román (España), Perdida latitud (72 páginas, ISBN:84-7517-821-9, Ediciones Hiperión).
- 2005. Ganadora: Verónica Aranda (España), Tatuaje (56 páginas, ISBN:84-7517-858-8, Ediciones Hiperión).
- 2006. Ganadora: Ángela Álvarez Sáez (España), La torre de tortugas (78 páginas, ISBN:84-7517-887-1, Ediciones Hiperión).
- 2007. Ganador: Julen Carreño (España), La inquietud de las estatuas (88 páginas, ISBN:978-84-7517-610-9, Ediciones Hiperión).
- 2008. Ganador: Guillermo Molina Morales (España), Epilírica (64 páginas, ISBN:978-84-7517-934-6, Editorial Hiperión).
- 2009. Ganador: David Rey Fernández (España), Las alas de una alondra madrugando (80 páginas, ISBN:978-84-7517-954-4, Ediciones Hiperión).
- 2010. Ganadora: Laura Casielles (España), Los idiomas comunes (80 páginas , ISBN:978-84-7517-976-6), Ediciones Hiperión).
- 2011. Ganadora: Martha Asunción Alonso (España), Detener la primavera (74 páginas , ISBN:978-84-7517-995-7), Ediciones Hiperión).
- 2012. Ganador: Antonio Rivero Machina (España), Podría ser peor (64 páginas, ISBN: 978-84-9002-014-2, Ediciones Hiperión).
- 2013. Ganador: Rafael Banegas Cordero (España), Simulacro del frío (72 páginas, ISBN 978-84-9002-027-2, Ediciones Hiperión).
- 2014. Ganador: Xaime Martínez (España), Fuego cruzado (80 páginas, ISBN 978-84-9002-044-9, Ediciones Hiperión).
- 2015. Ganadora: María Elena Higueruelo (España), El agua y la sed (88 páginas, ISBN 978-84-9002-066-1, Ediciones Hiperión).
- 2016. Ganadora: Lucía Rodríguez García de Herreros (España), Cercanías y distancias apócrifas (58 páginas, ISBN 978-84-9002-087-6, Ediciones Hiperión).
- 2017. Ganador: Francisco José Chamorro (España), Liberalismo político (80 páginas, ISBN 978-84-9002-110-1, Ediciones Hiperión).
- 2018. Ganadora: Rosa Berbel (España), Las niñas siempre dicen la verdad (75 páginas, ISBN 978-84-9002-128-6, Ediciones Hiperión).
- 2019. Ganador: Francisco Javier Navarro Prieto (España), El bello mundo (80 páginas, ISBN 978-84-9002-148-4, Ediciones Hiperión).
- 2020. Ganador: Javier Calderón (España), Los adioses del trigo (72 páginas, ISBN 978-84-9002-165-1, Ediciones Hiperión).
- 2021. Ganador: Darío Márquez (España), Fecha de caducidad (80 páginas, ISBN 978-84-9002-189-7, Ediciones Hiperión).